# Hochschule Kristianstad

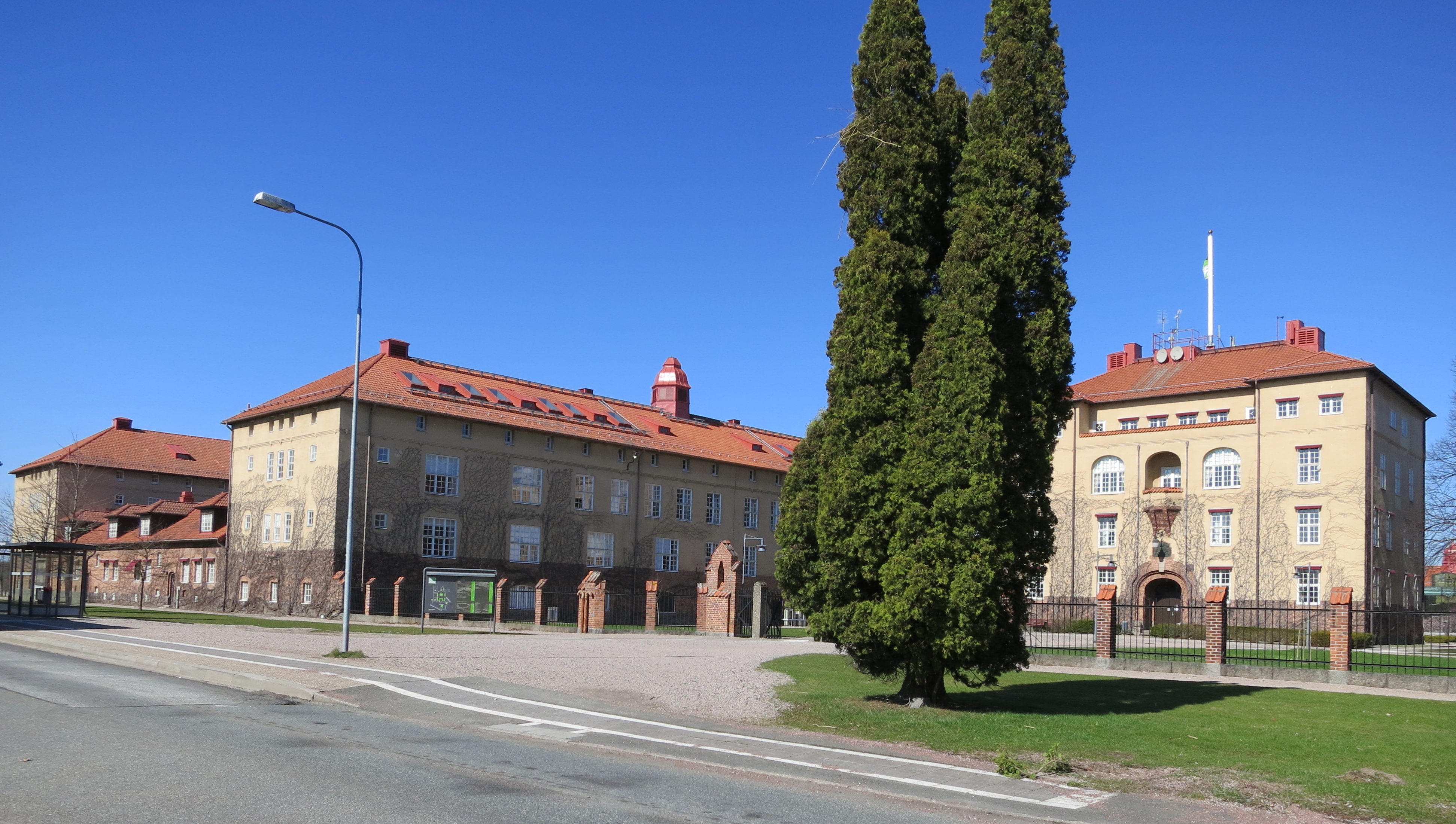

Hochschule Kristianstad (schwedisch: Högskolan i Kristianstad) ist eine staatliche Hochschule in der Stadt Kristianstad, Schweden, mit rund 15.000 eingeschriebenen Studenten und 800 wissenschaftlichen Angestellten.
Die Hochschule Kristianstad entstand 1977 durch die Zusammenlegung der Hochschuleinrichtungen in Kristianstad, deren Geschichte teilweise bis ins 19. Jahrhundert zurückreicht. Die Hochschule gliedert sich heute in fünf Abteilungen und eine technische Schule.